# Воронкова, Нелли Александровна
Нелли Александровна Воронкова (бел. Нелі Аляксандраўна Ворaнкaва; род. 30 июня 1972), в замужестве Даукша (бел. Даукша) — советская и белорусская легкоатлетка, специалистка по бегу с барьерами. Выступала за сборные СССР и Белоруссии по лёгкой атлетике в 1990-х годах, чемпионка мира и Европы среди юниоров, победительница и призёрка первенств национального значения, участница летних Олимпийских игр в Атланте.

## Биография
Нелли Воронкова родилась 30 июня 1972 года.
Впервые заявила о себе в лёгкой атлетике на международном уровне в сезоне 1990 года, когда вошла в состав советской сборной и выступила на юниорском мировом первенстве в Пловдиве — в беге на 400 метров с барьерами с юниорским национальным рекордом 55,84 превзошла всех своих соперниц и завоевала золотую медаль, тогда как в эстафете 4 × 400 метров стала пятой. Позднее на взрослом чемпионате Европы в Сплите в программе барьерного бега на 400 метров дошла до стадии полуфиналов.
В 1991 году на юниорском европейском первенстве в Салониках одержала победу в беге на 400 метров с барьерами и стала серебряной призёркой в эстафете 4 × 400 метров.
После распада Советского Союза Воронкова осталась действующей спортсменкой и продолжала участвовать в крупнейших международных стартах в составе белорусской национальной сборной. Так, в 1996 году в 400-метровом барьерном беге она финишировала третьей на Кубке Европы в Мадриде (57,39). Благодаря череде удачных выступлений удостоилась права защищать честь страны на летних Олимпийских играх в Атланте — здесь на предварительном квалификационном этапе показала результат 56,97 и в полуфинальную стадию соревнований не вышла.
В 1998 году отметилась выступлением в эстафете 4 × 400 метров на чемпионате Европы в Будапеште.